# Стереотипний простір
У функціональному аналізі та пов'язаних галузях математики стереотипні простори є класом топологічних векторних просторів, що виділяється деякою спеціальною умовою рефлексивності. Цей клас має серією чудових властивостей, зокрема, він досить широкий (наприклад, містить всі простори Фреше, і тому все банахові простори), він складається з просторів, підпорядкованих певній умові повноти, і утворює замкнуту моноїдальную категорію зі стандартними аналітичними засобами побудови нових просторів, такими як перехід до замкнутого підпростору, фактор-простором, проєктивній і ін'єктивній границі, простору операторів, тензорним добуткам тощо.

## Категорія стереотипних просторів
Клас Ste стереотипних просторів утворює категорію з лінійними неперервними відображеннями морфізмами і має такі властивості:
- Ste — предабелева категорія;
- Ste — повна і коповна категорія;
- Ste — автодуальна категорія відносно функтора {\displaystyle X\mapsto X^{\star }} переходу до спряженого простору;
- Ste — категорія з вузловим розкладом: будь-який морфізм {\displaystyle \varphi :X\to Y} має розклад {\displaystyle \varphi =\sigma \circ \beta \circ \pi }, у якому {\displaystyle \pi } — строгий епіморфізм, {\displaystyle \beta } — біморфізм, а {\displaystyle \sigma } — строгий мономорфізм.

Для будь-яких двох стереотипних просторів {\displaystyle X} и {\displaystyle Y} стереотипний простір операторів {\displaystyle Y\oslash X} з {\displaystyle X} в {\displaystyle Y} означається як псевдонасичення простору {\displaystyle {\text{L}}(X,Y)} всіх лінійних неперервних відображень {\displaystyle \varphi :X\to Y}, наділеного топологією рівномірної збіжності на цілком обмежених множинах. Простір {\displaystyle Y\oslash X} стереотипний. З його допомогою означаються два природних тензорних добутки в Ste:
{\displaystyle X\circledast Y:=(Y^{\star }\oslash X)^{\star },}
{\displaystyle X\odot Y:=Y\oslash X^{\star }.}
Теорема. В категорії Ste виконуються наступні природні тотожності::
{\displaystyle \mathbb {C} \circledast X\cong X\cong X\circledast \mathbb {C} ,}
{\displaystyle \mathbb {C} \odot X\cong X\cong X\odot \mathbb {C} ,}
{\displaystyle X\circledast Y\cong Y\circledast X,}
{\displaystyle X\odot Y\cong Y\odot X,}
{\displaystyle (X\circledast Y)\circledast Z\cong X\circledast (Y\circledast Z),}
{\displaystyle (X\odot Y)\odot Z\cong X\odot (Y\odot Z),}
{\displaystyle (X\circledast Y)^{\star }\cong Y^{\star }\odot X^{\star },}
{\displaystyle (X\odot Y)^{\star }\cong Y^{\star }\circledast X^{\star },}
{\displaystyle X\oslash Y\cong Y^{\star }\oslash X^{\star },}
{\displaystyle X\oslash (Y\circledast Z)\cong (X\oslash Y)\oslash Z,}
{\displaystyle (X\odot Y)\oslash Z\cong X\odot (Y\oslash Z)}
Зокрема, Ste — симетрична моноїдальна категорія щодо біфунктора {\displaystyle \odot }, симетрична замкнута моноїдальна категорія щодо біфунктора {\displaystyle \circledast } і внутрішнього hom-функтора {\displaystyle \oslash }, і *-автономна категорія:
{\displaystyle X^{\star }\oslash (Y\circledast Z)\cong (X\circledast Y)^{\star }\oslash Z,}

### Ядро і коядро в категоріїSte
Оскільки Ste — предабелева категорія, всякий морфізм {\displaystyle \varphi :X\to Y} в ній має ядро, коядро, образ і кообраз.
Ці об'єкти задовольняють наступним природним тотожностям:
{\displaystyle ({\text{ker}}\varphi )^{\star }={\text{coker}}(\varphi ^{\star }),\qquad ({\text{coker}}\varphi )^{\star }={\text{ker}}(\varphi ^{\star }),}
{\displaystyle ({\text{im}}\varphi )^{\star }={\text{coim}}(\varphi ^{\star }),\qquad ({\text{coim}}\varphi )^{\star }={\text{im}}(\varphi ^{\star }),}
{\displaystyle ({\text{Ker}}\varphi )^{\perp \vartriangle }={\text{Im}}(\varphi ^{\star }),\qquad ({\text{Im}}\varphi )^{\perp \vartriangle }={\text{Ker}}(\varphi ^{\star }),}
{\displaystyle {\text{Ker}}\varphi =({\text{Im}}(\varphi ^{\star }))^{\perp \vartriangle },\qquad {\text{Im}}\varphi =({\text{Ker}}(\varphi ^{\star }))^{\perp \vartriangle }.}

### Прямі та зворотні границі в категоріїSte
Справедливі наступні природні тотожності:
{\displaystyle {\Big (}\bigoplus _{i\in I}X_{i}{\Big )}^{\star }\cong \prod _{i\in I}X_{i}^{\star }}
{\displaystyle {\Big (}\prod _{i\in I}X_{i}{\Big )}^{\star }\cong \bigoplus _{i\in I}X_{i}^{\star }}
{\displaystyle Y\oslash {\Big (}\bigoplus _{i\in I}X_{i}{\Big )}\cong \prod _{i\in I}(Y\oslash X_{i})}
{\displaystyle {\Big (}\prod _{j\in J}Y_{j}{\Big )}\oslash X\cong \prod _{j\in J}(Y_{j}\oslash X)}
{\displaystyle {\Big (}\bigoplus _{i\in I}X_{i}{\Big )}\circledast {\Big (}\bigoplus _{j\in J}Y_{j}{\Big )}\cong \bigoplus _{i\in I,j\in J}(X_{i}\circledast Y_{j})}
{\displaystyle {\Big (}\prod _{i\in I}X_{i}{\Big )}\odot {\Big (}\prod _{j\in J}Y_{j}{\Big )}\cong \prod _{i\in I,j\in J}(X_{i}\odot Y_{j})}
{\displaystyle {\Big (}\lim _{i\to \infty }X_{i}{\Big )}^{\star }\cong \lim _{\infty \gets i}X_{i}^{\star }}
{\displaystyle {\Big (}\lim _{\infty \gets i}X_{i}{\Big )}^{\star }\cong \lim _{i\to \infty }X_{i}^{\star }}
{\displaystyle Y\oslash {\Big (}\lim _{i\to \infty }X_{i}{\Big )}\cong \lim _{\infty \gets i}(Y\oslash X_{i})}
{\displaystyle {\Big (}\lim _{\infty \gets j}Y_{j}{\Big )}\oslash X\cong \lim _{\infty \gets j}(Y_{j}\oslash X)}
{\displaystyle {\Big (}\lim _{i\to \infty }X_{i}{\Big )}\circledast {\Big (}\lim _{j\to \infty }Y_{j}{\Big )}\cong \lim _{i,j\to \infty }(X_{i}\circledast Y_{j})}
{\displaystyle {\Big (}\lim _{\infty \gets i}X_{i}{\Big )}\odot {\Big (}\lim _{\infty \gets j}Y_{j}{\Big )}\cong \lim _{\infty \gets i,j}(X_{i}\odot Y_{j})}
(тут {\displaystyle \lim _{i\to \infty }} — пряма границя а {\displaystyle \lim _{\infty \gets i}} — обернена границя в категорії Ste).

### Перетворення Гротендика
Якщо {\displaystyle X} і {\displaystyle Y} — стереотипні простори, то для будь-яких елементів {\displaystyle x\in X} і {\displaystyle y\in Y} формула
{\displaystyle (x\circledast y)(\varphi )=\varphi (y)(x),\qquad \varphi \in X^{\star }\oslash Y}
визначає елементарний тензор {\displaystyle x\circledast y\in X\circledast Y=(X^{\star }\oslash Y)^{\star }}, а формула
{\displaystyle (x\odot y)(f)=f(x)\cdot y,\qquad f\in X^{\star }} — елементарний тензор {\displaystyle x\odot y\in X\odot Y=Y\oslash X^{\star }}
Теорема. Для будь-яких стереотипних просторів {\displaystyle X} і {\displaystyle Y} існує єдине лінійне неперервне відображення {\displaystyle \Gamma _{X,Y}:X\circledast Y\to X\odot Y}, що переводить елементарні тензори {\displaystyle x\circledast y} в елементарні тензори {\displaystyle x\odot y}:
{\displaystyle \Gamma _{X,Y}(x\circledast y)=x\odot y,\qquad x\in X,\ y\in Y.}
Сімейство відображень {\displaystyle \Gamma _{X,Y}:X\circledast Y\to X\odot Y} визначає природне перетворення біфунктора {\displaystyle \circledast } в біфунктор {\displaystyle \odot }.
Відображення {\displaystyle \Gamma _{X,Y}} називається перетворенням Гротендика.